# Elżbieta Dołęga-Wrzosek
Elżbieta Dołęga-Wrzosek (ur. 7 września 1930 w Mławie) – polska działaczka społeczna na Białorusi związana z Baranowiczami.

## Życiorys
Urodziła się na Mazowszu, jednak dzieciństwo i młodość spędziła w Baranowiczach, gdzie uczęszczała do polskiej szkoły podstawowej im. Marii Konopnickiej (zlikwidowanej po II wojnie światowej). W 1954 podjęła studia lingwistyczne (germanistyczne i romanistyczne) w Wyższej Szkole Języków Obcych w Mińsku. W latach 60. ponownie zamieszkała w Baranowiczach, gdzie znalazła zatrudnienie jako nauczycielka. W latach 80. była animatorką polskiego odrodzenia narodowego w mieście i rejonie baranowickim. Z jej inicjatywy powstała Społeczna Szkoła Polska (później: im. Tadeusza Reytana) w Baranowiczach, a ona została jej dyrektorką. Zajęcia odbywały się początkowo w jej domu (później również w dworku Rozwadowskich). Przez długi okres kierowała miejskimi i rejonowymi strukturami Związku Polaków na Białorusi. 
Jest córką Teresy Dołęgi-Wrzosek i matką Teresy Sieliwończyk. 